# 290
| [ Edytuj tabelę ] |                                          |
| Król Aksum        | - 270 Endubis 300                        |
| Król Armenii      | - 287 Tiridates III 330                  |
| Cesarz Chin       | - 265 Sima Yan 290 - 290 Jin Huidi 307   |
| Władca Korei      | - 270 Sŏch’ŏn 292                        |
| Papież            | - 283 Kajus 296                          |
| Król Persji       | - 276 Bahram II 293                      |
| Cesarz Rzymu      | - 284 Dioklecjan 305 - 286 Maksymian 305 |

Rok 290 / CCXC
stulecia: II wiek ~
III wiek ~
IV wiek

lata: 280 «
285 «
286 «
287 «
288 «
289 «
290
» 291
» 292
» 293
» 294
» 295
» 300

## Wydarzenia
Ameryka Południowa
- Pan z Sipán został pochowany w grobowcu wypełnionym skarbami (data przybliżona).

## Urodzili się
- Fides z Agen, święta (zm. 303).
- Teodozja z Cezarei, święta (zm. 307).

## Zmarli
- 14 maja – Bonifacy z Tarsu, święty.
- 17 maja – Sima Yan, cesarz Chin (ur. 236).
- Lucjan z Beauvais, biskup.